# Åsa Ågren Wikström
Åsa Ingegerd Ågren Wikström, född 23 september 1970 i Södertälje, är en svensk politiker (moderat). Hon var ledamot av riksdagen för Norrbottens läns valkrets på plats 349 från 2010 till 2011. Hon var suppleant i riksdagens arbetsmarknadsutskott. Hon avgick som riksdagsledamot för att bli kommunchef i Vännäs kommun i Västerbottens län, en tjänst från vilken hon blev uppsagd.